# Świątynia Śpiącego Buddy
Świątynia Śpiącego Buddy (chin. upr.: 卧佛寺; chin. trad.: 卧佛寺; pinyin: Wòfó Sì) – buddyjska świątynia znajdująca się na terenie Pekińskiego Ogrodu Botanicznego, około 20 kilometrów od centrum Pekinu, u południowego stoku wzgórza Jubao (Shou’an).
Świątynia została zbudowana za panowania cesarza Tang Taizonga (627-649); pierwotnie nosiła nazwę Świątyni Spokojnej Długowieczności (Shou’ansi). W ciągu wieków wielokrotnie przechodziła zniszczenia i renowacje; ostatnia wielka renowacja miała miejsce w 1724 roku. Prowadzi do niej wykonana w marmurze i pokryta kolorowymi płytkami brama, za którą na pierwszym dziedzińcu znajduje się niewielkie jeziorko w kształcie półkola, otoczone po bokach wieżami dzwonu i bębna. Najważniejszymi budynkami wewnątrz kompleksu są Pawilon Czterech Niebiańskich Królów, Pawilon Trzech Buddów oraz Pawilon Leżącego Buddy. 
W Pawilonie Leżącego Buddy znajduje się wykonany z brązu 6-metrowy, ważący 54 tony posąg przedstawiający leżącego na prawym boku Buddę Siakjamuniego w chwili nirwany. Posąg wykonano w latach 1330–1331; według legendy pracowało przy nim 7 tysięcy robotników, którzy zużyli 250 tysięcy kilogramów brązu. Jest to największa tego typu rzeźba w Chinach. Rzeźbie leżącego Buddy towarzyszy 12 mniejszych posągów, wyobrażających uczniów.